# Calocheirus gracilis
Espèce
Calocheirus gracilis est une espèce de pseudoscorpions de la famille des Hesperolpiidae.

## Distribution
Cette espèce est endémique d'Arabie saoudite. Elle se rencontre vers Wadi Khumra.

## Publication originale
- Mahnert, 1991 : Pseudoscorpions (Arachnida) from the Arabian Peninsula. Fauna of Saudi Arabia, vol. 12, p. 171-199.